# Paul Christiaan Flu

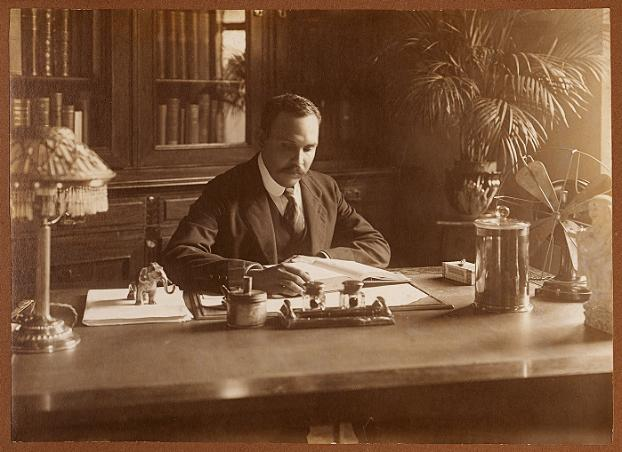
Paul Christiaan Flu

Paul Christiaan Flu (* 11. Februar 1884 in Paramaribo; † 19. Dezember 1945 in Leiden) war ein surinamischer Tropenmediziner.

## Leben
Paul Christiaan wurde als Sohn des Kaufmanns Petrus Christiaan Flu (* 17. März 1849 in Paramaribo) und Henriette Christina Vereul (27. Dezember 1862 in Paramaribo; † 22. Juli 1897) geboren. Nach dem Besuch der medizinischen Schule in Paramaribo, studierte er Medizin an der Universität Utrecht. Danach folgte eine Fachausbildung in Augenheilkunde und Bakteriologie. 1906 bestand er in Utrecht sein Arztexamen und arbeitete unter Professor Charles Henri Hubert Spronck (* 18. Februar 1858 in Beek; † 3. Dezember 1932 in Zeist) als Assistent. Sein Facharztstudium wurde durch die Einberufung zum Wehrdienst unterbrochen. Zur Vorbereitung auf seine künftige Tätigkeit als Gesundheitsoffizier beim Koninklijk Nederlandsch-Indisch Leger studierte er einige Monate Tropenmedizin an der Universität Hamburg.
Seine erste Station beim Militär als Gesundheitsoffizier war sein Vaterland Suriname, wo er 1908 beim Militärhospital in Paramaribo seinen Dienst antrat. Außer in der Allgemeinmedizin war Flu auch als Augenspezialist, als Chef des Pathologischen Laboratoriums und als Lehrer an der medizinischen Schule tätig. Im Juli 1911 wurde er von Suriname nach Niederländisch-Indien versetzt. Bevor er seinen Dienst als Gesundheitsoffizier beim medizinischen Laboratorium in Weltevreden im heutigen Jakarta antrat, erhielt er vom niederländischen Staat die Gelegenheit, um in Berlin am Robert Koch-Institut ein Kurzstudium über die Pest zu absolvieren. Die Pest war in dieser Zeit eine weit verbreitete Plage in Indonesien. Nachdem er vom Militär- in den öffentlichen Dienst übergetreten war, nahm er 1912 seine Tätigkeit am Eijkman Instituut in Weltevreden auf. Hier setzte er seine bereits in Suriname begonnene wissenschaftliche Arbeit fort und wurde in kurzer Zeit zu einem großen Experten auf dem Gebiet der Pest, Cholera, Fleckfieber, Dysenterie und Filariasis. Neben seiner medizinischen und wissenschaftlichen Tätigkeit am Institut verfasste er auch zahlreiche verwissenschaftliche Arbeiten auf dem Gebiet der Tropenmedizin.
Am 27. Mai 1920 wurde er auf die Professur der Tropischen Hygiene an die Universität Leiden berufen, welche Aufgabe am 11. Juni 1921 mit der Rede De invloed van factoren buiten het menschelijk organisme bij het optreden en de verbreiding van infectieziekten in de tropen (deutsch: Der Einfluss von Faktoren außerhalb des menschlichen Organismus beim Auftreten und der Verbreitung von Infektionskrankheiten in den Tropen). Als Anerkennung für seine umfangreiche Arbeit als Wissenschaftler wurde er 1936 von der Universität in Utrecht zum Ehrendoktor ernannt. Im Akademiejahr 1938/39 wählte man ihn zum Rektor der Leidener Alma Mater. Man ernannte ihn zum Ritter des Ordens von Oranje Nassau mit Schwertern und Kommandeur des ägyptischen Nilordens. 1935 wechselte er auf den Lehrstuhl der Bakteriologie und Hygiene, welchen er 1942, während der deutschen Besatzerzeit der Niederlande, niederlegte.
Im August 1942 wurde Flu von der deutschen Besatzung für seinen Streit um die freiheitliche Arbeit an der Universität in Leiden unter Hausarrest gestellt. Nachdem im Januar 1944 auf ein hochrangiges Mitglied der Nationaal-Socialistische Beweging in Leiden ein Anschlag verübt wurde, verschleppte die Besatzung Flu mit weiteren Prominenten aus Leiden in das Internierungslager Sint-Michielsgestel. Später überführte man Flu in das KZ Herzogenbusch. Nach der Befreiung der Niederlande erhielt Flu seine Professur am 4. September 1945 wieder, starb aber kurze Zeit später in Leiden. Im Andenken an seine Verdienste wurde 1973 das Medisch Wetenschappelijk Instituut in Paramaribo nach ihm benannt.

## Familie
Flu verheiratete sich mit Elisabeth Marie Polak (* um 1885; † 9. Juni 1967 in Lewedorp). Aus der Ehe stammen Kinder. Von diesen kennt man:
- Henri Flu (* 6. Oktober 1912 in Weltevreden;[3] † 4. Januar 1944 in Leiden)[4] verheiratet 8. Juli 1939 in Leiden[5] mit Valve Targamaa (* um 1917; † 16. Juni 1979 in Driehuis)[6]
- Freddy Paul Flu (* um 1916; † 15. März 1982 in Vancouver)[7] verheiratet 25. April 1944 in Leiden[8] mit Johanna Jacoba Postema (* um 1922; † 3. Juni 2001 in Vancouver)[9]

## Werke (Auswahl)
- Die Ätiologie des Granuloma venereum. Leipzig 1911
- De filaria-ziekte in Suriname. Den Haag 1911
- Tropenhygiëne : populaire voordrachten. Batavia 1917, 3. Aufl. Weltevreden 1930
- Leerboek der parasitaire ziekten en der hygiene. Weltevreden 1919–1921, 3. Bde.
- Tropenhygiene, populaire voordrachten, gebruikt als leiddraad bij het onderwijs in de hygiene aan de bestuursschool te Weltevreden. Batavia 1920
- De invloed van factoren buiten het menschelijk organisme bij het optreden en de verbreiding van infectieziekten in de tropen. Groningen 1921
- Voordrachten over aetiologie, epidemiologie en specieele prophylaxis van de infectie- en parasitaire ziekten van den mensch. Haarlem 1936, 1948
- Handleiding bij het clinisch bacteriologisch onderzoek voor analisten en studenten. Leiden 1938
- Een facet van het virusprobleem. Haarlem 1939
- The bacteriophage : a historical and critical survey of 25 years research. Leiden 1946